# Middengolfzender Flevoland
De middengolfzender Flevoland werd gebruikt voor radio-uitzendingen op de middengolf. Hij stond dicht bij Zeewolde in de Nederlandse provincie Flevoland. Het zendstation werd op 24 april 1980 officieel geopend door toenmalig staatssecretaris van Verkeer en Waterstaat Neelie Smit-Kroes. Op 9 januari 2019 zijn de zendmasten neergehaald.
De twee zenders werden gebruikt voor het uitzenden op 747 kHz en 1008 kHz. Oorspronkelijk hadden deze een vermogen van maximaal 600 kW, waarbij in de praktijk met maximaal 400 kW werd uitgezonden. Door de antenneconstructie met twee masten kende het stralingsdiagram een maximum van ca. 4 dB in noordoostelijke en zuidwestelijke richting, waardoor het effectief uitgestraalde vermogen dan maximaal 1000 kW was. De masten waren 207 meter hoog, daartussen bevonden zich de kabels die de feitelijke antenne vormden.
Een paar kilometer verderop bevindt zich het kortegolfzendstation Flevo.

## Geschiedenis
Dit zendstation is gebouwd ter vervanging van de middengolfzender Lopik, die daarna werd gebruikt als reserve (tot 2015). Oorspronkelijk zond Lopik de programma's Hilversum 2 en Hilversum 1 uit op respectievelijk 298 en 402 meter, wat overeenkwam met 1007 en 746 kHz.
Omstreeks de jaren 70 werden niet meer de golflengtes maar de frequenties gepubliceerd, bovendien werden de frequenties volgens Europese afspraak gestandaardiseerd op een veelvoud van 9 kHz, en dus veranderden ze in 1008 en 747 kHz.
De benamingen van Hilversum 1 en 2 werden veranderd in Radio 1 en 2.
Vanaf 1 december 1985 kon men Radio 1 en Radio 5 op 747 respectievelijk 1008 kHz beluisteren. 
Op 1 april 2001 werden deze frequenties verwisseld.

### 1008 kHz
In 2003 werd de uitzending van Radio 1 op 1008 kHz gestaakt en de frequentie geveild in het kader van de Zerobase-herverdeling. 
Van 2004 tot 2007 zond Radio 10 Gold hierop uit en sinds 1 december 2007 Groot Nieuws Radio.
Deze bleef nog in de lucht tot en met december 2018.

### 747 kHz
Op 7 juni 2013 maakte de NPO bekend dat de uitzendingen op de middengolf van Radio 5 per 1 september 2015 zullen worden gestaakt. Op 29 augustus 2015 werd het programma van Radio 5 op 747 kHz vervangen door een 'rondloper' met een melding dat de zender op 1 september zou worden afgeschakeld. Op 1 september 2015 om 00.02 uur verdween de 747 kHz uit de ether.